# Ockhuizen
Ockhuizen (52° 08′ N, 5° 00′ L) is a hamlet in the dos Países Baixos, na província de Utreque. Ockhuizen pertence ao município de Utreque, e está situada a 8 km, a oeste de Utreque.